# Hifumi Abe
Hifumi Abe (Japans: 阿部一二三) (Kobe, 9 augustus 1997) is een Japans judoka.
Tijdens de Olympische Jeugdzomerspelen 2014 won Abe de gouden medaille in de klasse tot 66 kilogram.
In 2017 en 2018 werd Abe wereldkampioen. Abe won tijdens de Olympische Spelen van Tokio de gouden medaille in het halflichtgewicht. Zijn zus Uta won op dezelfde dag ook olympisch goud in het judo. Met het Japanse gemengde team moest Abe genoegen nemen met de zilveren medaille, hij kwam niet in actie in de landenwedstrijd.

## Resultaten

### Olympische Zomerspelen
| Editie | Plaats | Resultaten                                |
| ------ | ------ | ----------------------------------------- |
| 2021   | Tokio  | halflichtgewicht Gemengde landenwedstrijd |
| 2024   | Parijs | halflichtgewicht                          |

### Wereldkampioenschappen
| Jaar | Plaats    | Resultaten       |
| ---- | --------- | ---------------- |
| 2017 | Boedapest | halflichtgewicht |
| 2018 | Bakoe     | halflichtgewicht |
| 2019 | Tokio     | halflichtgewicht |
| 2022 | Tasjkent  | halflichtgewicht |
| 2023 | Doha      | halflichtgewicht |
| 2025 | Boedapest | halflichtgewicht |

1980: Nikolaj Solodoechin ·
1984: Yoshiyuki Matsuoka ·
1988: Lee Kyung-keun ·
1992: Rogério Sampaio ·
1996: Udo Quellmalz ·
2000: Hüseyin Özkan ·
2004: Masato Uchishiba ·
2008: Masato Uchishiba · 
2012: Lasja Sjavdatoeasjvili · 
2016: Fabio Basile · 
2020: Hifumi Abe · 
2024: Hifumi Abe